# Cmentarz żydowski w Przytyku
Cmentarz żydowski w Przytyku – został założony w drugiej połowie XVII wieku i należy do najciekawszych kirkutów środkowej Polski. Ma powierzchnię 0,2 ha. W 1882 wybudowano bramę na cmentarz, który obecnie jest nieogrodzony. Większość spośród zachowanych około 30 nagrobków jest bogato zdobiona. Na szczególną uwagę zasługuje podwójna macewa rabinów Samuela Zajnwela i jego syna Jecheskiela Zeliga. Najstarszy zachowany nagrobek pochodzi z 1770.

## Galeria zdjęć

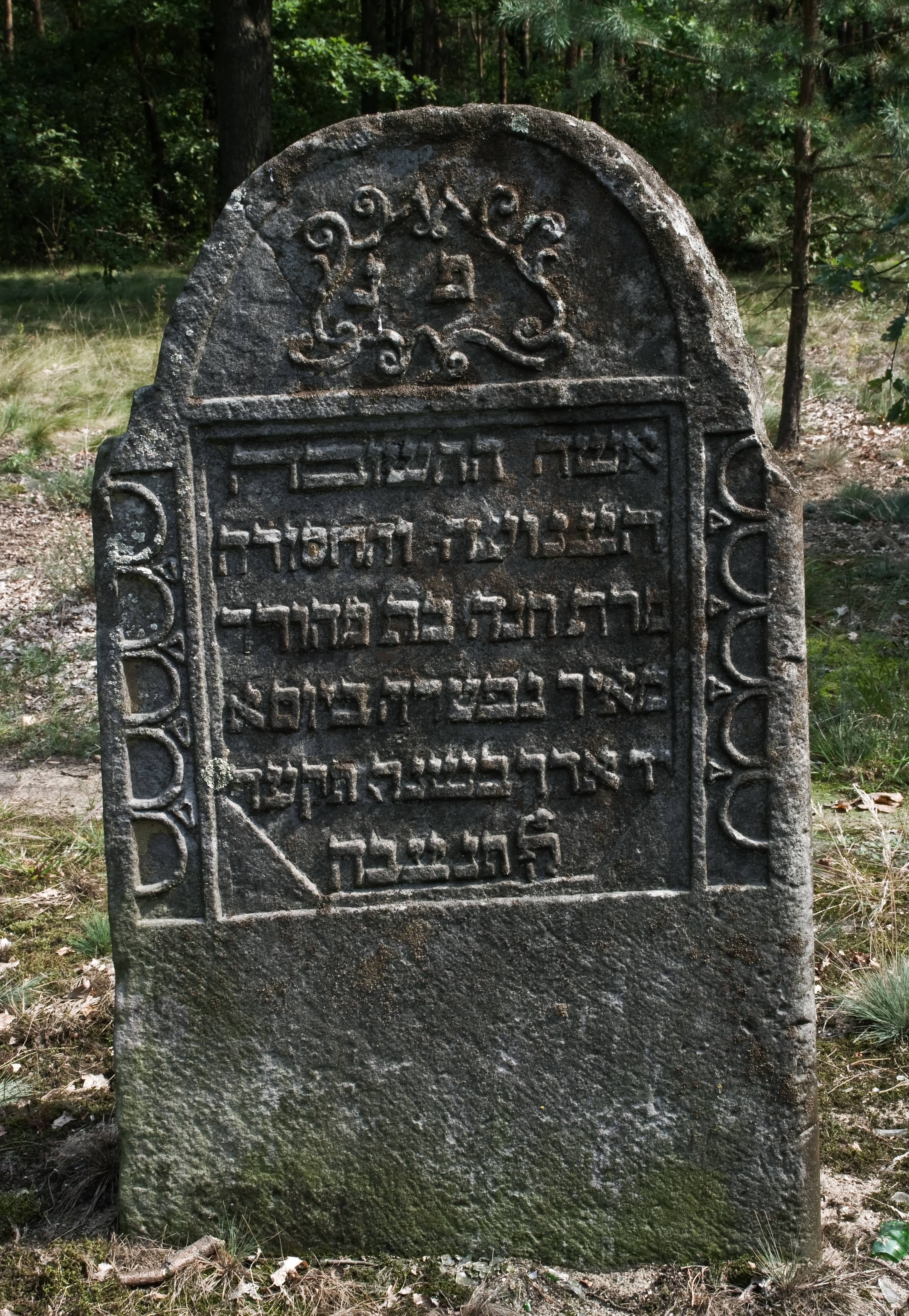
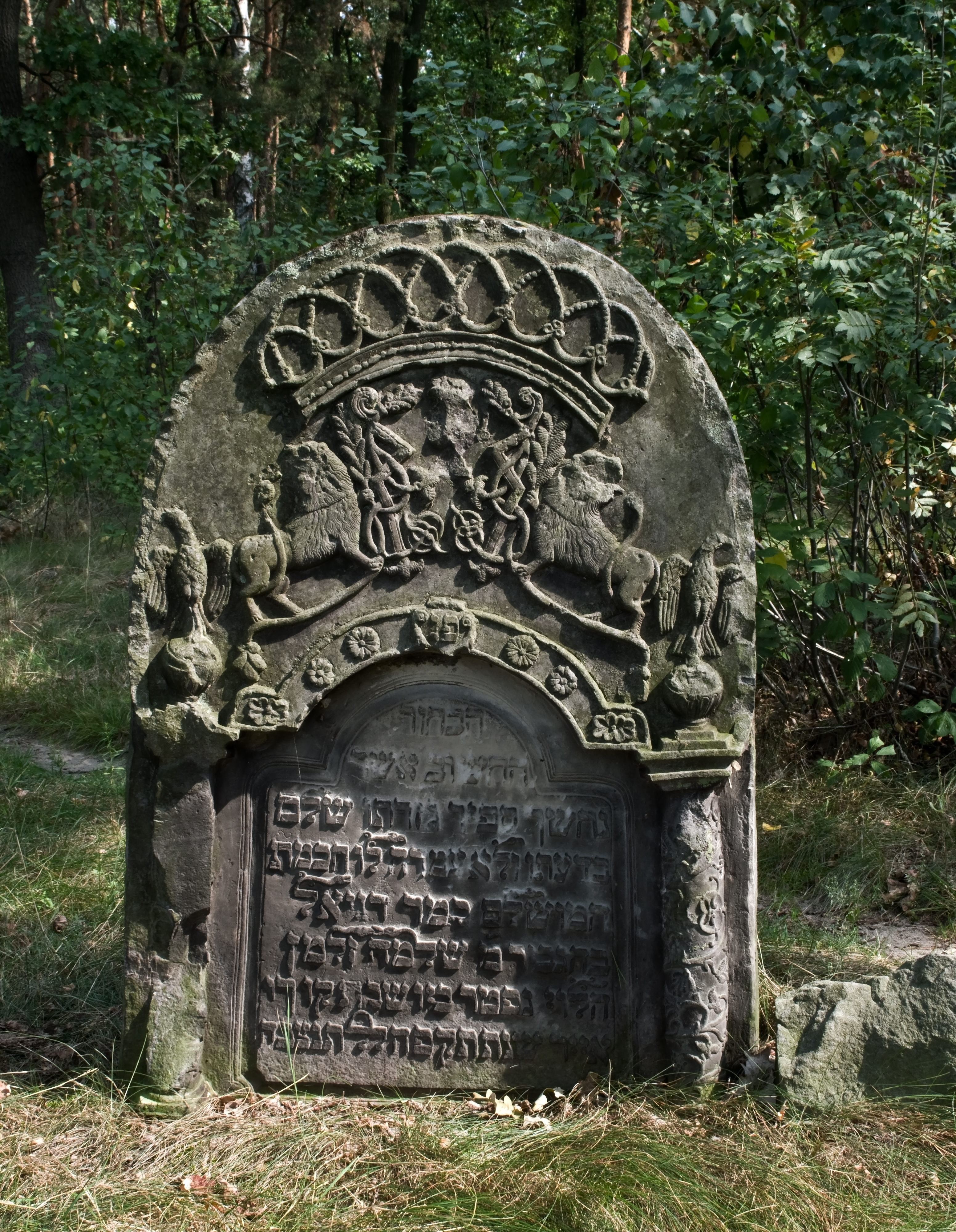
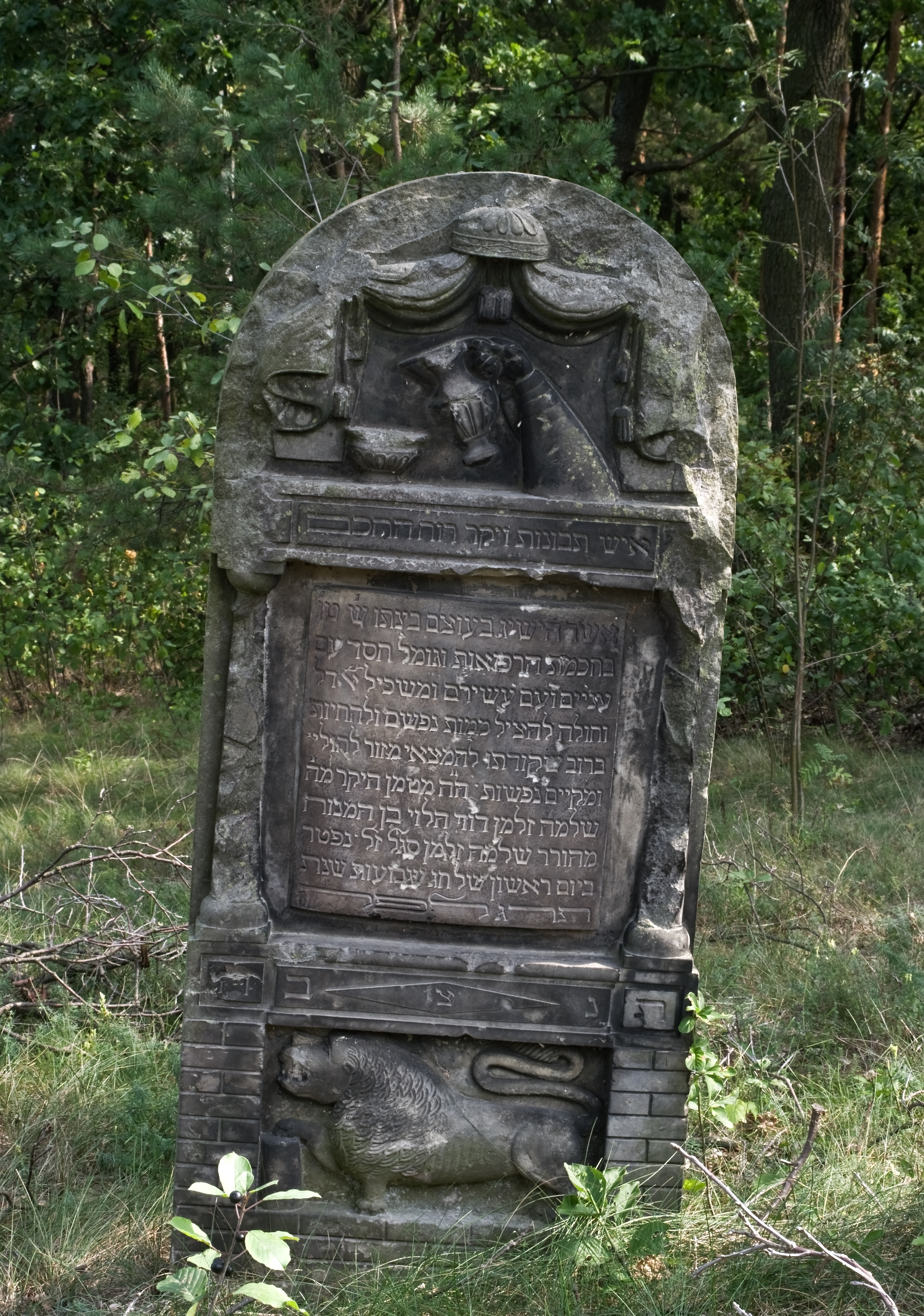
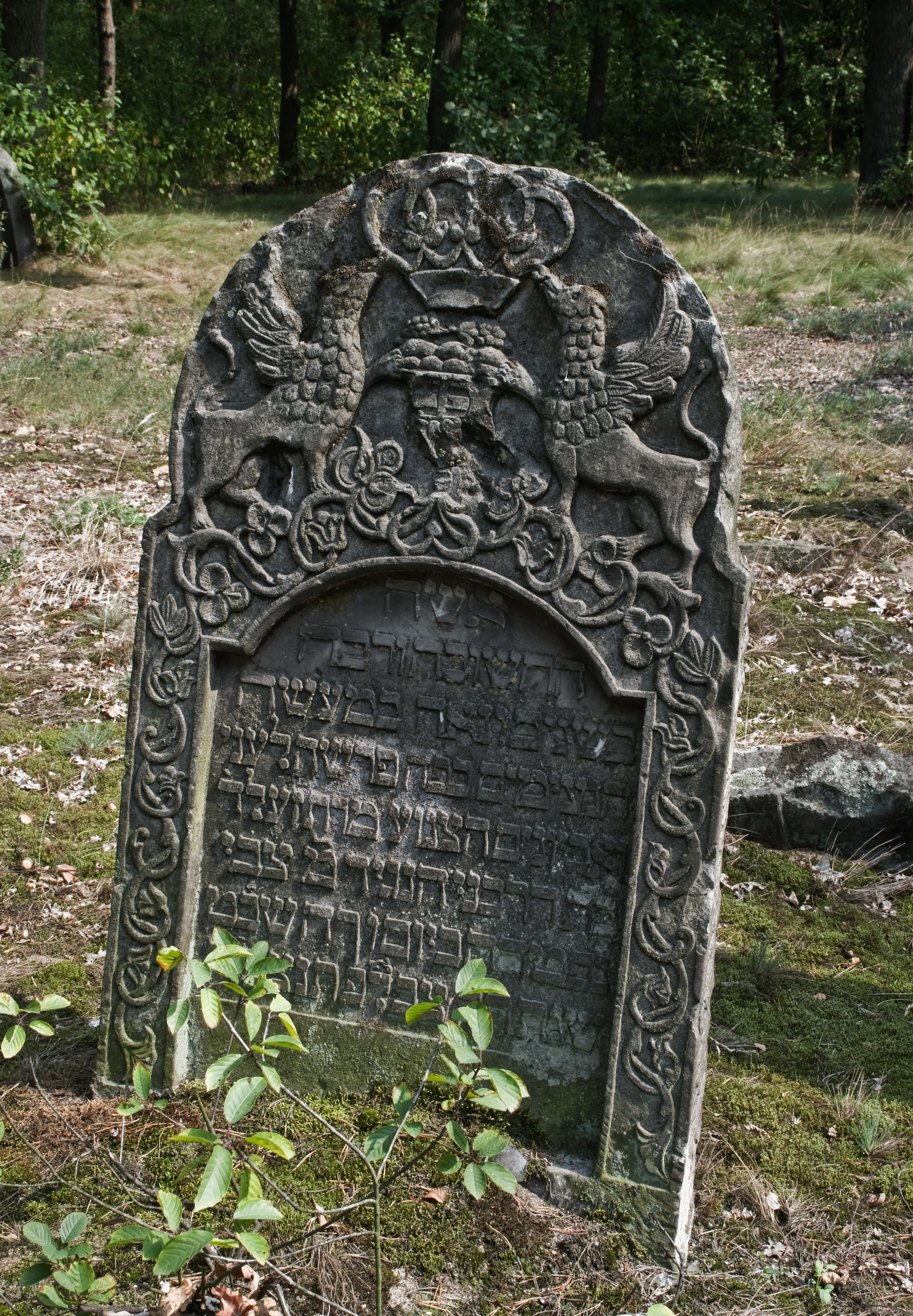